# Museum Ragnarock

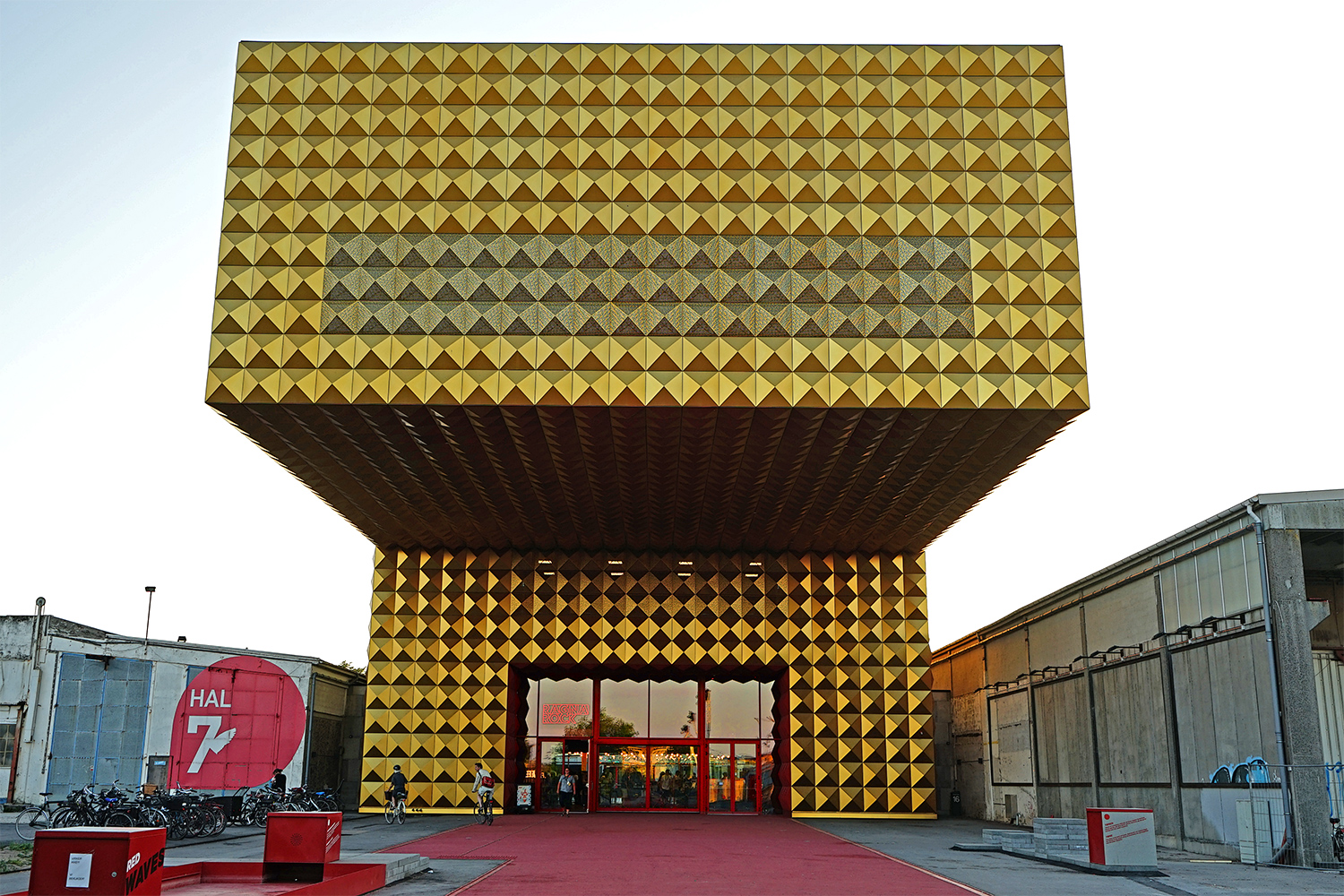
Museum Ragnarock i Roskilde.

Museum Ragnarock – Museet for pop, rock og ungdomskultur (tidigare Danmarks Rockmuseum) är ett danskt museum för pop, rock och ungdomskultur som öppnade den 29 april 2016. Museet ligger i stadsdelen Musicon i Roskilde på Själland.
Museum Ragnarock är en kombination av ett "musikexperimentarium", kallat Lydlaboratoriet ("Ljudlaboratoriet"), och en museal utställning om ungdomskultur. Museet utgör en del av ROMU, en grupp museer där bland annat Roskilde Museum ingår. Under de första fem månaderna efter invigningen hade Museum Ragnarock 50 000 besökare, varav en mycket hög andel under 18 år. 